# カフェー・プランタン

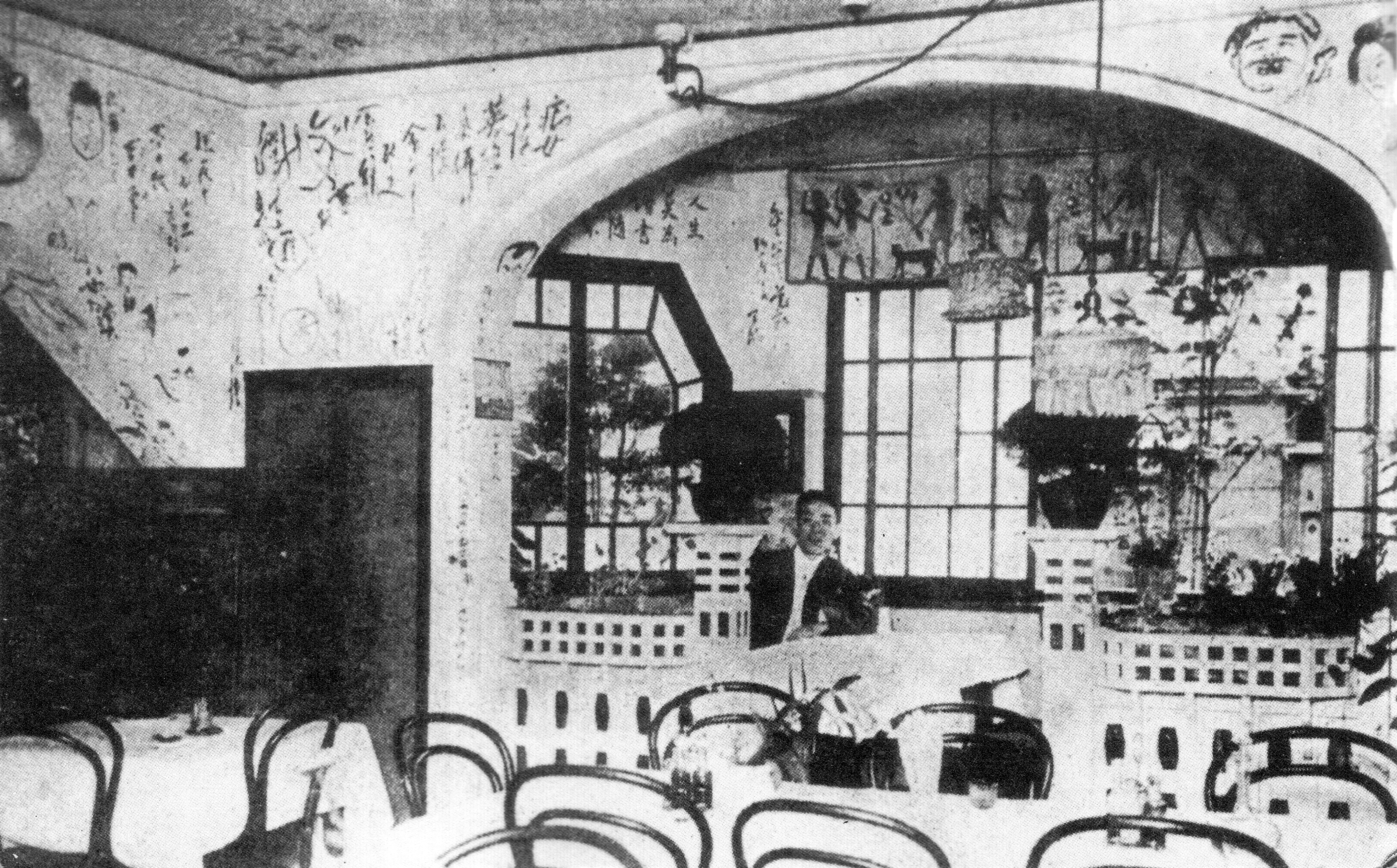
カフェー・プランタンの店内

カフェー・プランタン（フランス語: Café Printemps）は、かつて存在した日本の飲食店である。1911年（明治44年）に東京・銀座で開業し、日本初のカフェとされる。

## 歴史

### 開店
東京美術学校（現在の東京藝術大学美術学部）出身の松山省三が、美術学校時代の恩師・黒田清輝らに聞かされたパリのカフェーのような、文人や画家達が集い芸術談義をできる場所を作りたいと、1911年（明治44年）4月25日、友人の平岡権八郎とともに開業した。
場所は東京府京橋区日吉町20番地（現東京都中央区銀座8丁目6番24号、銀座会館付近）で銀座煉瓦街の一角、周囲は新橋の花街で芸妓屋や待合が多かった。美術学校関係者の協力を得て煉瓦の建物を改装し、相談役の小山内薫が「プランタン」（フランス語で春の意）と命名し、看板を書いた。
これ以前にも、1906年（明治39年）に開店した台湾喫茶店（ウーロン）やビヤホール、西洋料理店「メイゾン鴻ノ巣」など、類似の店は存在していたが、プランタンの登場によって、洋行帰りの人たちが口にしていたような文学者や芸術家が集まるサロンとしての「カフェー」が初めて日本にも生まれた、と評判を呼んだ。1911年にはプランタンに続き、カフェー・ライオン（8月）、カフェー・パウリスタ（12月）と「カフェー」を冠する店が銀座に相次いで開店した。ライオンは精養軒の経営で料理中心、パウリスタはコーヒー中心と、店によって特徴があった。プランタンでは珈琲と洋酒を揃え、料理はソーセージやマカロニグラタンなど当時は珍しかったメニューを出し、後に焼きサンドイッチも名物になった。

### 営業
素人が始めた店であり不安もあったため、経営の安定化を図るため維持会員を募る方式を採用し、当初は会費50銭で維持会員を募ったが、会員制は半年ほどで自然消滅した。2階の部屋を会員専用として特別料理を提供し、知識階級のサロンとしても流行した。
会員には当時の文化人が多数名を連ね、黒田清輝、岡田三郎助、和田英作、岸田劉生、森鷗外、永井荷風、谷崎潤一郎、岡本綺堂、北原白秋、島村抱月、市川左團次、押川春浪、正宗白鳥、小山内薫、島村抱月、木下杢太郎、高村光太郎、田村寿二郎、吉井勇、萱野二十一、長田秀雄、長田幹彦、松崎天民、長谷川時雨、岡田八千代などがいた。
常連客が店の白い壁に似顔絵や詩などを落書きし、これが店の名物になっていた。永井荷風が当時入れあげていた新橋芸妓・八重次と通ったのもこの店で、荷風の『断腸亭日乗』にもしばしば名前が登場する。経営は苦しかったが、新聞記者の松崎天民が皮肉って「貨幣不足党」（カフェータランタラン）と書き、これも一つの宣伝になった。
フランスのカフェにはいない「女給仕」（ウェイトレス）が人気を博した。カフェー・ライオンなどに比べ、カフェー・プランタンは文学者や芸術家らの集まる店であり、普通の人には入りにくい店であったが、関東大震災前の頃にはプランタンの常連客も入れ替わり、客層も相当変わっていたという。
昭和始め頃の「カフェー」は、もっぱら女給の接待を「売り」にする「風俗営業」（今日のキャバクラあたりに相当）となるが、それ以前のカフェーはレストラン、バー、喫茶店を兼ねるような存在であった。
1920年には有楽座に出張店を出し、名物の焼きサンドイッチを看板にした。

### 震災と閉店
1923年（大正12年）9月1日の関東大震災で日吉町の店は焼失した。
震災後の一時期、牛込区の神楽坂に支店を出した。こちらの店にも文化人が集まり、また早大生に特に愛されたという。平岡と市川猿之助が上海で買った麻雀牌をこの店に持ち込み、はじめは誰もルールを知らなかったがやがてブームとなり、佐佐木茂索、広津和郎、菊池寛、濱尾四郎、久米正雄らが麻雀に興じた。麻雀史ではこの日本麻雀の黎明期をプランタン時代と称する。往年のにぎやかさを取り戻した感のある神楽坂店は震災の翌年から約2年営業した。
本店は震災後、日吉町の東側、銀座通り沿いの南金六町（現在の銀座8丁目kdxビルの辺り）に移転した。その後、女給の接待中心のカフェーが全盛となると「カフェー」の名称を外し、喫茶店「ル・プランタン」と改め、裏側に酒場「ドートンヌ」（秋の意）を開いた。カフェーの名を廃し「茶房ル・プランタン」に改めたのは1935年（昭和10年）とされる。
第二次世界大戦中は休業状態になり、空襲の激しくなった1945年（昭和20年）3月、建物疎開により店は取り壊された。

### 店主の松山省三
松山省三は広島県広島市出身で、衆議院議員や第8代広島市長を務めた渡辺又三郎の三男、歌舞伎俳優河原崎国太郎の父、俳優松山英太郎・松山政路兄弟の祖父にあたる。河原崎国太郎は多くの著書にプランタンの思い出を残している。